# Portlandklasse

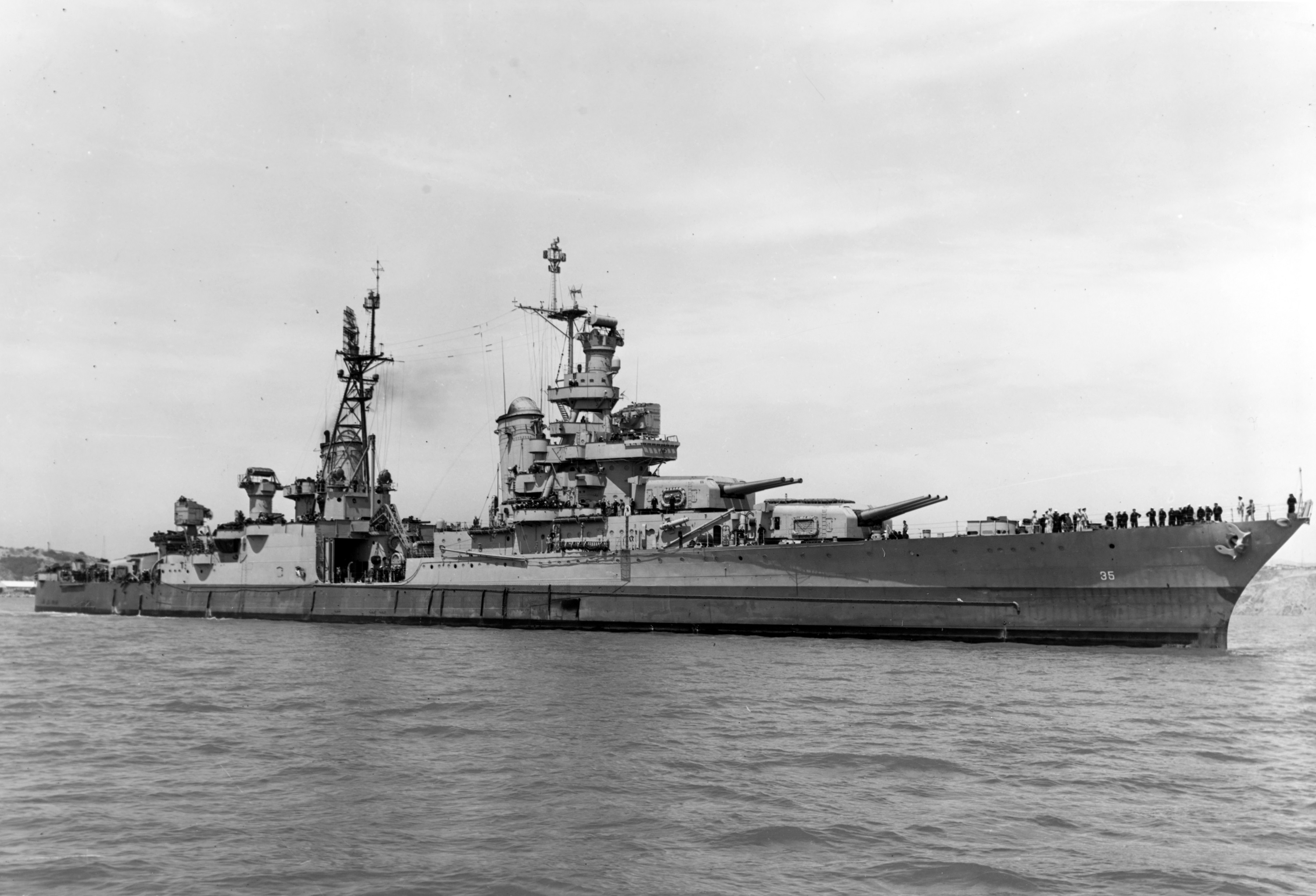
De USS Indianapolis in 1945

De Portlandklasse van zware kruisers was een klasse van schepen ontworpen en gebouwd door de Amerikaanse marine in 1930. De twee schepen van de klasse, USS Portland en USS Indianapolis, werden tijdens de Pacifische Oorlog  in de Tweede Wereldoorlog uitgebreid ingezet.
Ontworpen als een wijziging vergeleken met de vorige Northampton-klasse kruiser, verplaatste de Portland-klasse iets minder dan 10.000 lange ton (10.000 t) en had zwaardere bepantsering en bewapening dan eerdere kruisers. Met 8 "/ 55 kaliber kanonnen en ontworpen om te fungeren als vlaggenschepen van de vloot, was de Portland-klasse bedoeld om problemen op te lossen met bewapening en bepantsering die een zwakte waren van eerdere Amerikaanse kruisers. Deze ontwerpen werden overgedragen naar de volgende klasse in New Orleans, om welke zes beoogde Portland-kruisers werden omgebouwd, waarvan er drie al halverwege waren.
Portland diende bij vele gevechten, waaronder de Slag in de Koraalzee, Slag bij Midway en de Slag om Guadalcanal, waar ze zwaar beschadigd raakte, maar toch in staat was terug te keren naar de dienst. Ze vocht later in de Slag in de Golf van Leyte en de Slag om Okinawa. Indianapolis diende als vlaggenschip van de vloot gedurende een groot deel van de oorlog en vocht in de Slag bij de Filipijnse Zee en de Landing op Iwo Jima. Op 30 juli 1945 werd ze na het transport van onderdelen voor de kernwapens Little Boy en Fat Man uit de Verenigde Staten getorpedeerd door de Japanse onderzeeër I-58. Door een reeks fouten en miscommunicatie werd haar verlies enkele dagen niet ontdekt en slechts 316 van haar 1195 bemanningsleden overleefden - het grootste verlies aan levens op zee, van een enkel schip, in de geschiedenis van de Amerikaanse marine.